# مذبح البارونشي
تُعد لوحة مذبح البارونشي واحدة من أبرز الأعمال الفنية للرسام الإيطالي رافائيل خلال عصر النهضة العالي. كانت هذه اللوحة أول مهمة فنية مسجلة له، حيث تم إنشاؤها لكنيسة أندريا بارونشي الموجودة في كنيسة سانت أوغسطين بمدينة سيتا دي كاستيلو، بالقرب من أوربينو. تعرض المذبح لأضرار جسيمة جراء زلزال عام 1789، وبحلول عام 1849، أصبحت الأجزاء المتبقية من اللوحة الأصلية موزعة ضمن مجموعات فنية مختلفة.

## تاريخ
في 10 ديسمبر 1500، تلقى رافائيل وإيفانجيليستا دا بيان دي ميليتو، وهو رسام أكبر سنًا من ورشة عمل والد رافائيل جيوفاني سانتي، تكليفًا برسم مذبح كبير مشترك مخصص للقديس نيكولاس من تولنتينو، لكنيسة البارونسي في كنيسة سانت أغوستينو بمدينة سيتا دي كاستيلو. ومن الجدير بالذكر أن الوثائق التاريخية تشير إلى رافائيل بلقب "ماجيستر" (المعلم)، وليس كمساعد، مما يؤكد مكانته الفنية المبكرة. تم الانتهاء من العمل على اللوحات في 13 سبتمبر 1501، مما يُظهر براعة رافائيل الفنية وقدرته على قيادة مشروع فني بهذا الحجم في سن مبكرة.
في وسط اللوحة، يقف نيكولاس من تولنتينو داخل قوس، مع وجود الشيطان عند قدميه. وبجانبه كان هناك ثلاثة ملائكة. وفوقه وُضع الله الآب وهو يحمل تاجًا في يده، محاطًا برؤوس الملائكة. وعلى يساره تم تصوير السيدة العذراء مريم والقديس أوغسطينوس.
أثناء زلزال شديد في عام 1789، تعرضت اللوحة لأضرار بالغة لدرجة أنه تقرر نشرها إلى قطع وعرض الأجزاء التي لم تتضرر فقط. في نفس العام، تم اقتناء القطع من قبل البابا بيوس السادس لإضافتها إلى مجموعات الفاتيكان، حيث بقيت هناك حتى عام 1849. ومن غير الواضح ما حدث لها بعد ذلك. وبعد سنوات عديدة فقط، تمكن الباحثون من تتبع ست قطع مختلفة، وهي أربعة أجزاء من اللوحة الرئيسية ولوحتين صغيرتين (بريديلا)، والتي أصبحت جزءًا من مجموعات فنية مختلفة.
يمكن الحصول على انطباع عن العمل الكامل من خلال نسخة تعود إلى القرن الثامن عشر موجودة في بيناكوتيكا كومونالي في سيتا دي كاستيلو. ومع ذلك، تفتقر هذه النسخة إلى بعض العناصر التي لا تزال موجودة، خاصةً الجزء الذي يمثل الله الآب والمحفوظ الآن في نابولي. يمكن العثور على الرسومات الأولية التي أعدها رافائيل في قصر الفنون الجميلة (باليه دي بوكس آرت) في ليل، ومتحف أشموليان في أكسفورد، والتي تختلف أيضًا عن التكوين الموجود في النسخة. بناءً على هذه الرسومات، يُفترض أن تصميم المذبح كان بالكامل من عمل رافائيل، بينما في التنفيذ شاركه إيفانجيليستا دا بيان دي ميليتو. في حين أن رافائيل على الأرجح قام برسم لوحة المذبح الرئيسية نفسها، فإن اللوحتين الصغيرتين (البريديلا) تُنسبان إلى بيان دي ميليتو.

## شظايا باقية

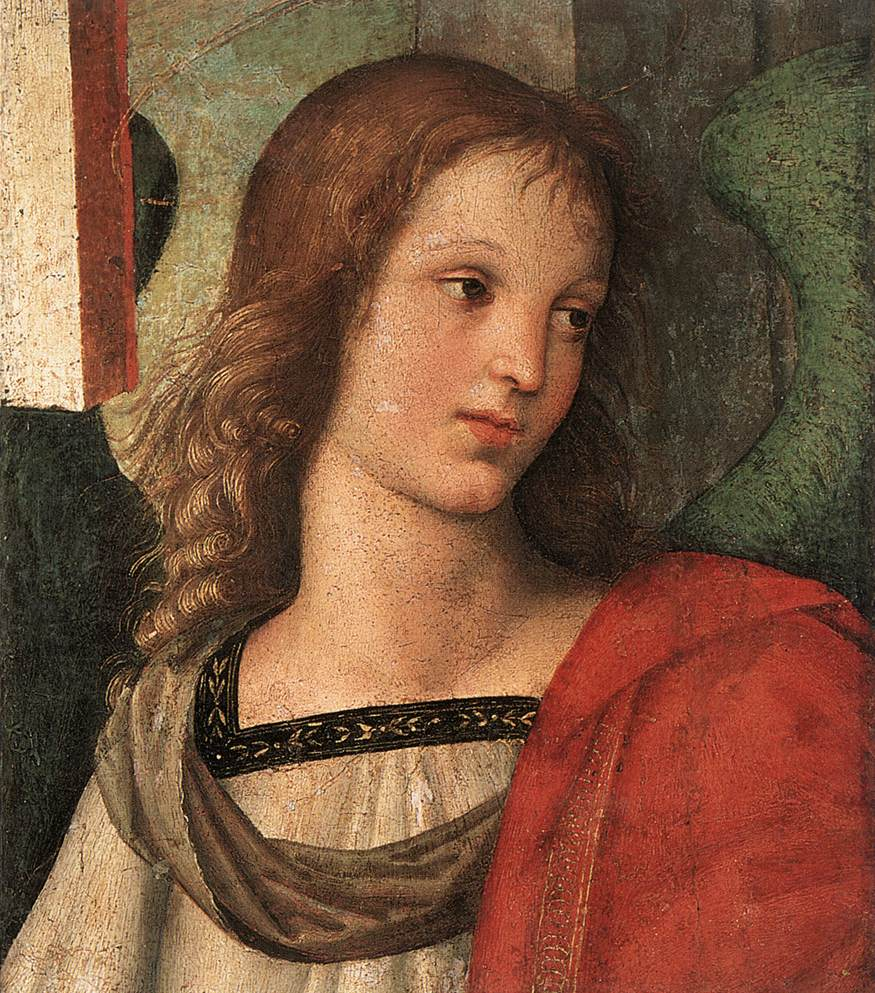
الملاك (31 × 27 سم.، بيناكوتيكا توسيو مارتينينجو ، بريشيا)
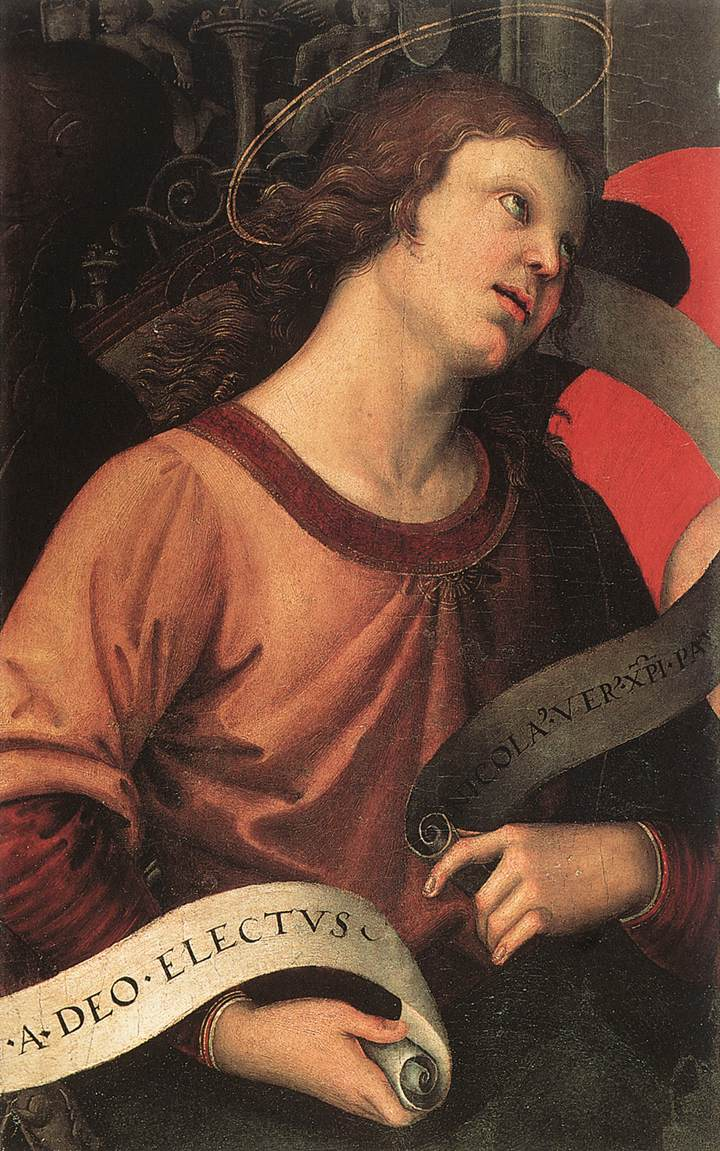
ملاك يحمل تعويذة (57 × 36) سم، متحف اللوفر ، باريس)
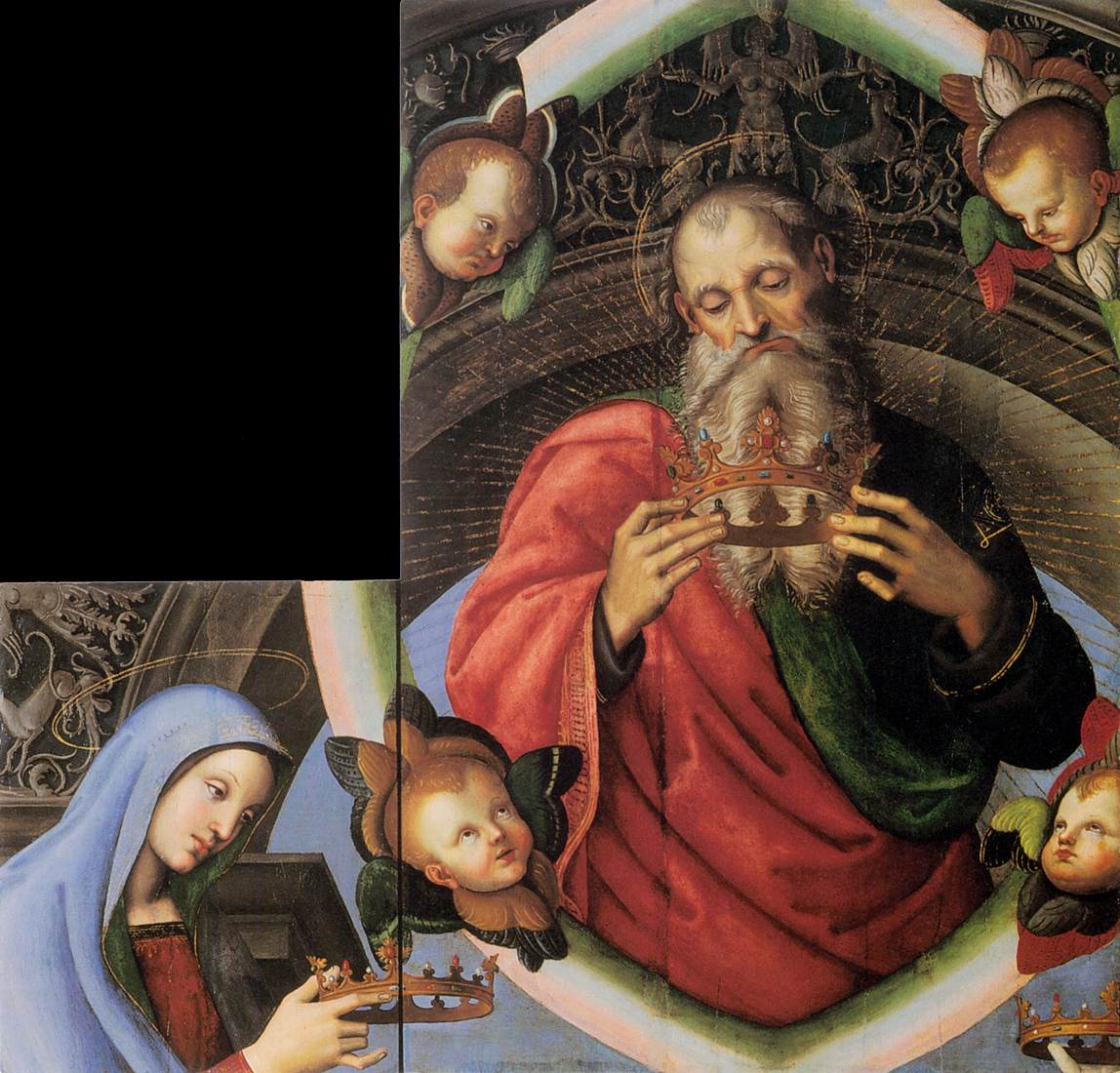
الله الآب (112 × 75) سم) والسيدة العذراء مريم (51 × 41) سم.) ( متحف كابوديمونتي ، نابولي)
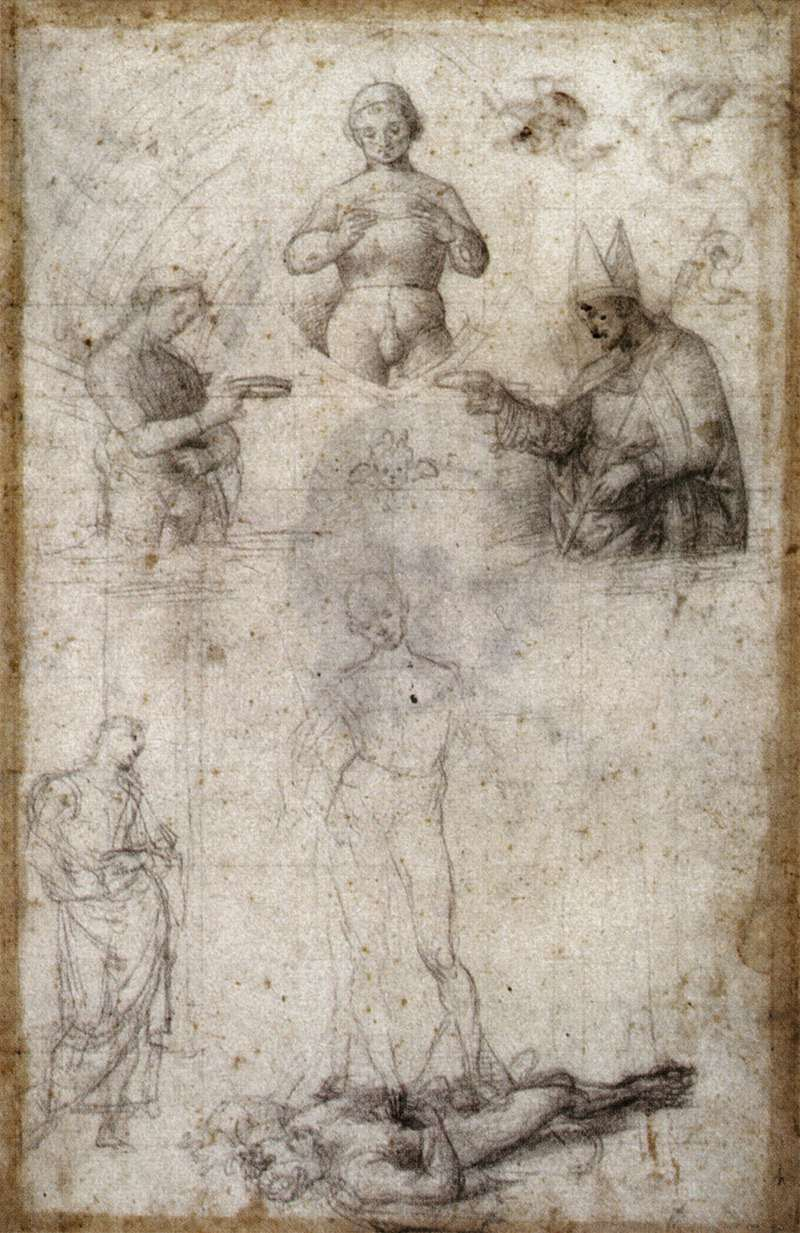
الدراسة ( قصر الفنون الجميلة في ليل )
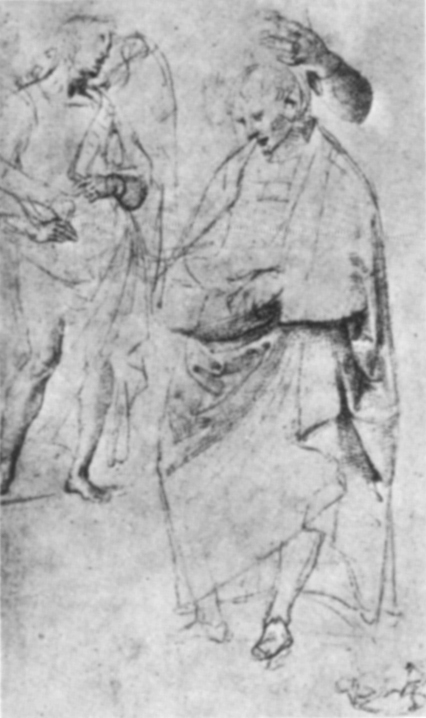
دراسة ( متحف أشموليان ، أكسفورد)
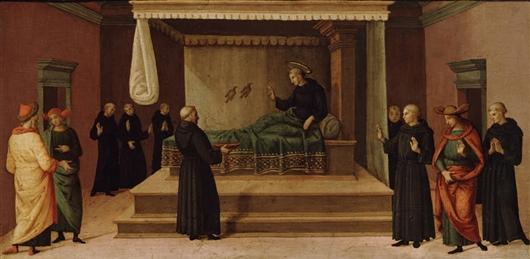
القديس نيكولاس من تولنتينو يحيي طائرين من الحجل (29.2 × 54.0) سم، معهد ديترويت للفنون )
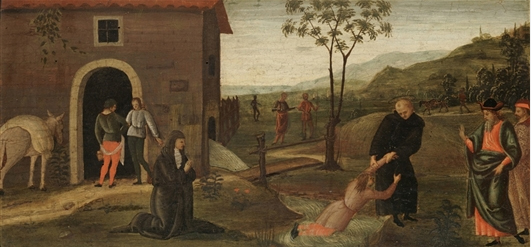
القديس نيكولاس من تولنتينو ينقذ صبيًا من الغرق . (26.7 × 51.8) سم، معهد ديترويت للفنون )

## روابط خارجية
- بريديلا منسوبة إلى دائرة بيروجينو في مجموعة DIA